# منتخب بوتسوانا تحت 19 سنة للكريكت
منتخب بوتسوانا تحت 19 سنة للكريكت هو ممثل بوتسوانا الرسمي في المنافسات الدولية في الكريكت
.